# ジュリー・ドリュ＝グラ

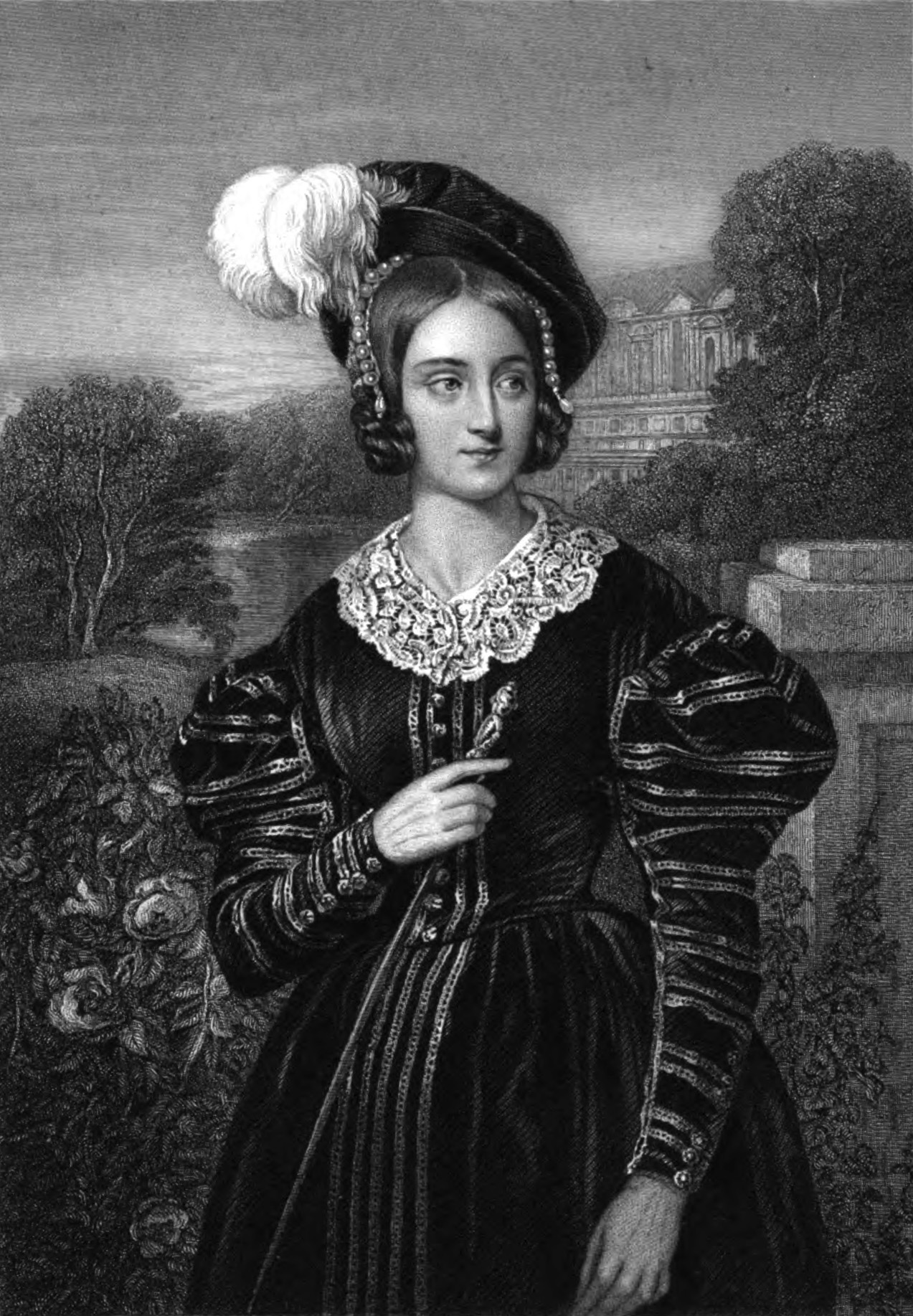
『ユグノー教徒』に出演したドリュ＝グラ

ジュリー・ドリュ＝グラまたはジュリー・ドリュス＝グラ（フランス語: Julie Dorus-Gras、1805年9月7日 – 1896年2月6日）は、19世紀ベルギーのソプラノ歌手。

## 教育
彼女はジュリー＝エメ＝ジョゼフ・ヴァン・ステンキステという名前で、故郷ヴァランシエンヌの劇場の管弦楽団の指揮者であった退役軍人の娘として生まれた。彼女はまず父親から音楽を学び、子供の頃から演奏を始め、やがて声楽家として非常に有名になり、市の奨学金を受けてパリで勉強を続けることができた。彼女は1821年にパリ音楽院に入学し、フェリーチェ・ブランジーニとフランソワ＝ルイ・アンリが指揮するクラスで歌を学んだ。その後、彼女はマルコ・ボルドーニとフェルディナンド・パエールから発声トレーニングを受けた。

## デビュー
キャリアを始めるに際して、彼女はブリュッセルでのコンサート・ツアーを行った。彼女のコンサートは大成功を収めたので、リーデケルケ伯爵は彼女にオペラの役を歌う契約を持ちかけた。彼女はこれまで舞台作品に出演することは考えていなかったが、バリトン歌手ギョーム・カッセルが舞台で歌ったり演技したりできるよう6か月間指導するということで同意した。彼女は1825年にブリュッセルのモネ劇場でデビューした。1829年彼女はオベールの『ポルティチの唖娘』のブリュッセルでの初演でエルヴィールを演じ、ベルギー革命を引き起こす原因となったことで知られる1830年8月25日の公演でも同じ役を再演した。

## キャリア

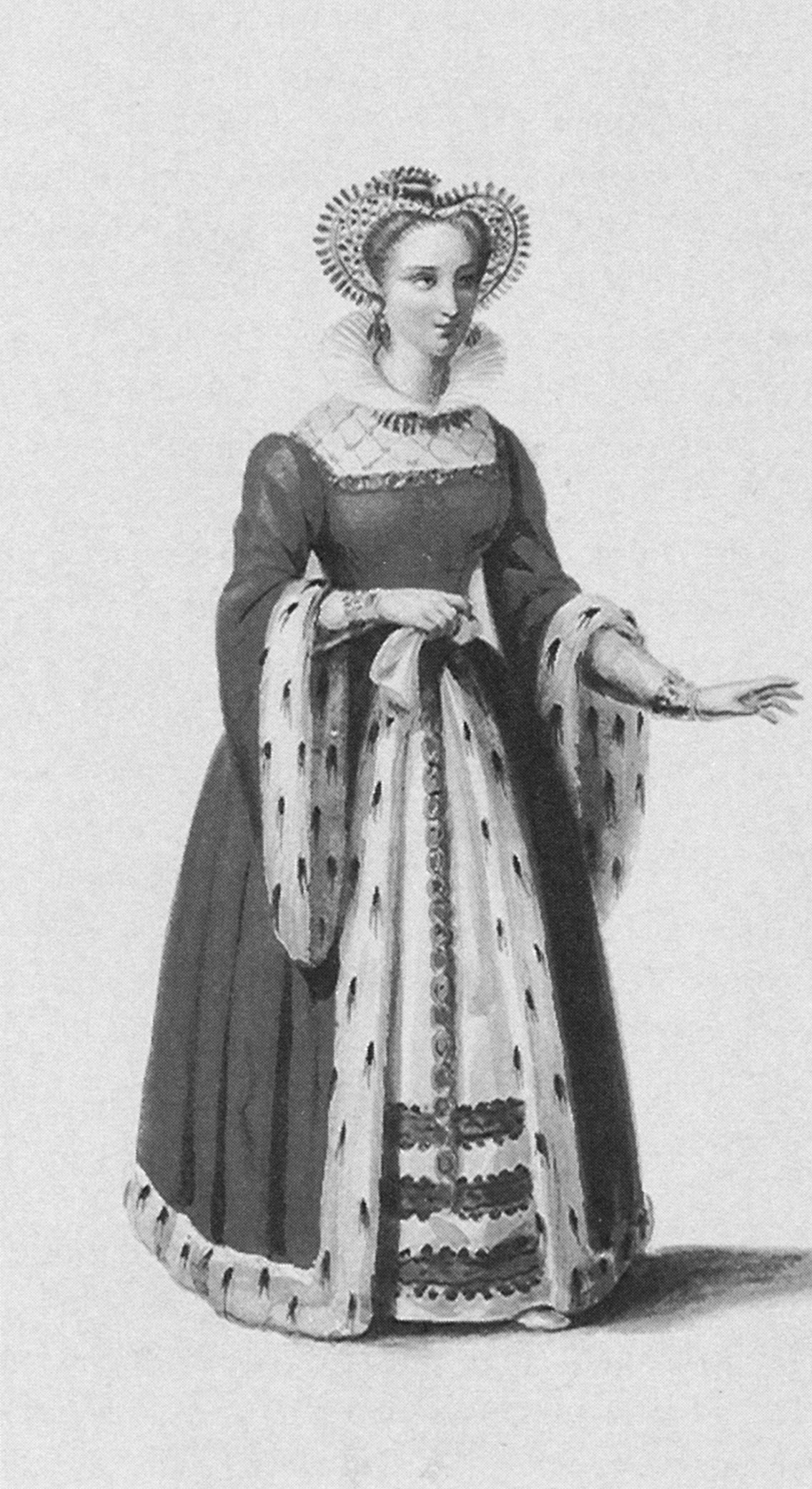
マルグリット・ド・ヴァロワの衣装をまとうドリュ=グラ

ベルギーの政情不安の高まりを憂慮したため、彼女はパリに戻ることにした。彼女はパリ・オペラ座と契約し、1830年11月9日にロッシーニの『オリー伯爵』の伯爵夫人役（アデル）でパリ・オペラ座にデビューした。その後、彼女は1831年11月21日にジャコモ・マイアベーアの『悪魔のロベール』のアリス役、オベールの『ギュスターヴ3世』のオスカル役、ドニゼッティの『殉教者』のポーリーヌ役、『ポリウト』のユドクシー王女役など、いくつもの著名なオペラの世界初演で主要な役を演じた。フロマンタル・アレヴィの『ユダヤの女』および『ギドとジネヴラ』のジネヴラ、マイアベーアの『ユグノー教徒』のマルグリット・ド・ヴァロワ、そしてベルリオーズの『ベンヴェヌート・チェッリーニ』のテレーザといった上演実績となっている。彼女は1839年にロンドンのコンサートに出演し、1847年にはベルリオーズ指揮のロンドンのドルリー・レーン劇場でタイトル・ロールの『ランメルモールのルチア』を英語で歌った。 1849年、彼女はロンドンのロイヤル・オペラ・ハウスでフランス・オペラの最も有名な役のいくつかに出演し、音楽評論家のヘンリー・チョーリーから「卓越した芸術家であり、これまでに例をみない堅実さと柔軟さを併せ持った、優れた芸術家である」と賞賛された。そして特にフランス音楽では歓迎された。彼女は1833年4月19日にパリ・オペラ座の重要なヴァイオリニストの一人（シモン=ヴィクトール・グラ）と結婚し、グラという名前を取得した。
1835年にロール＝サンティ・ダモロー（Laure Cinti-Damoreau）がパリ・オペラ座を去ったのを受けて、プリマ・ドンナとなった。しかし、その地位は長く続かなかった。後輩のロジーヌ・ストルツがオペラ座の監督レオン・ピレの愛人となって横槍を入れたため、1840年以後プリマ・ドンナの座を奪われ、1845年には退団に追い込まれてしまうのである。ストルツのドリュ・グラいじめは酷いもので、嫌気がさしたドリュ・グラはオペラ座を去り、フランスの地方都市を回った後、ロンドンで活躍した。彼女は1851年に引退し、90歳まで長生きし、1896年2月6日にパリで亡くなった。

## 歌唱と芸風
ドリュ・グラはサンティ・ダモローに連なる、清らかな声とベル・カントの技巧を持つフランス人歌手だった。レオン・エスキュディエによれば、その声域はc～ｄ3♭で低い方の声は精彩を欠くものの、中・高音域に優れ、装飾歌唱にも秀でていた。エスキュディエは、また、彼女の歌唱がサンティ・ダモローと同じくらい正確で輝かしさと強さを備え「音程は完璧で毅然として発せられた」と述べている。そうした特質と卓越した技巧は『ユグノー教徒』の第2幕冒頭のアリア（第七曲）「おお、麗しきトゥーレーヌの地」（O beau pays de Touraine）一曲だけでも十分に推量できる。
水谷彰良は「サンティ・ダモローとドリュ・グラの二人は、短い期間ではあるがフランス・オペラの中にベル・カントの花を咲かせたプリマ・ドンナだった。『ギヨーム・テル』、『ポルティチの唖娘』、『悪魔のロベール』、『ユグノー教徒』といった初期のグランド・オペラにベル・カントの装飾歌唱があるのも彼女たちがいればこそである」と評している。
ウォラックによれば「サンティ・ダモローと同じく、澄んだ声を持ち、華やかで精妙な歌手だった。私生活の生真面目さは風刺の対象となることを耐えなければならないほどであった」と言う。また、「彼女の声は柔らかい響きを持った高いソプラノで、素晴らしい技巧を備えていた」とも言われる。

## ギャラリー

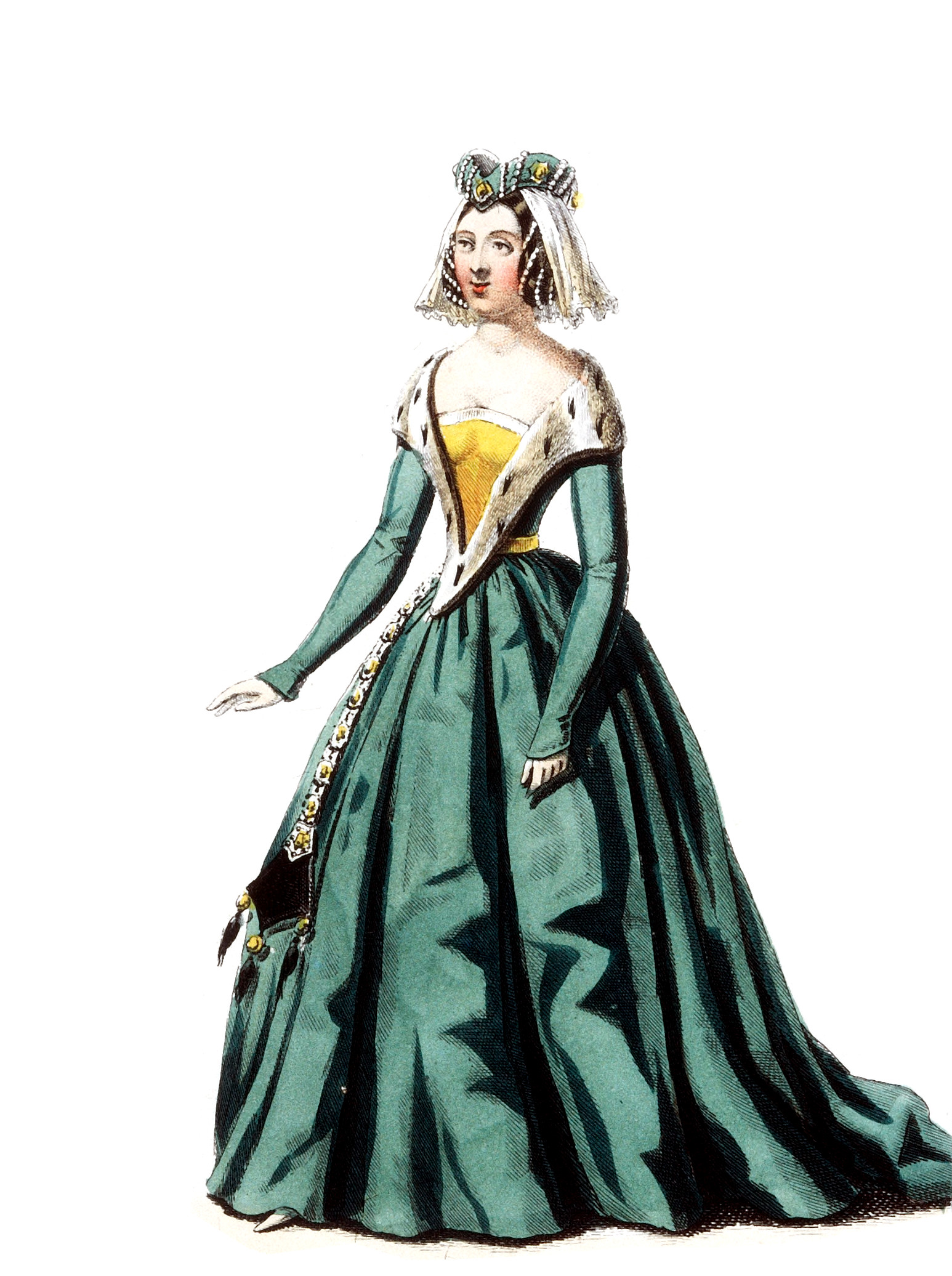
『シャルル6世』のイザボー役
『ギドとジネヴラ』のジネヴラ役
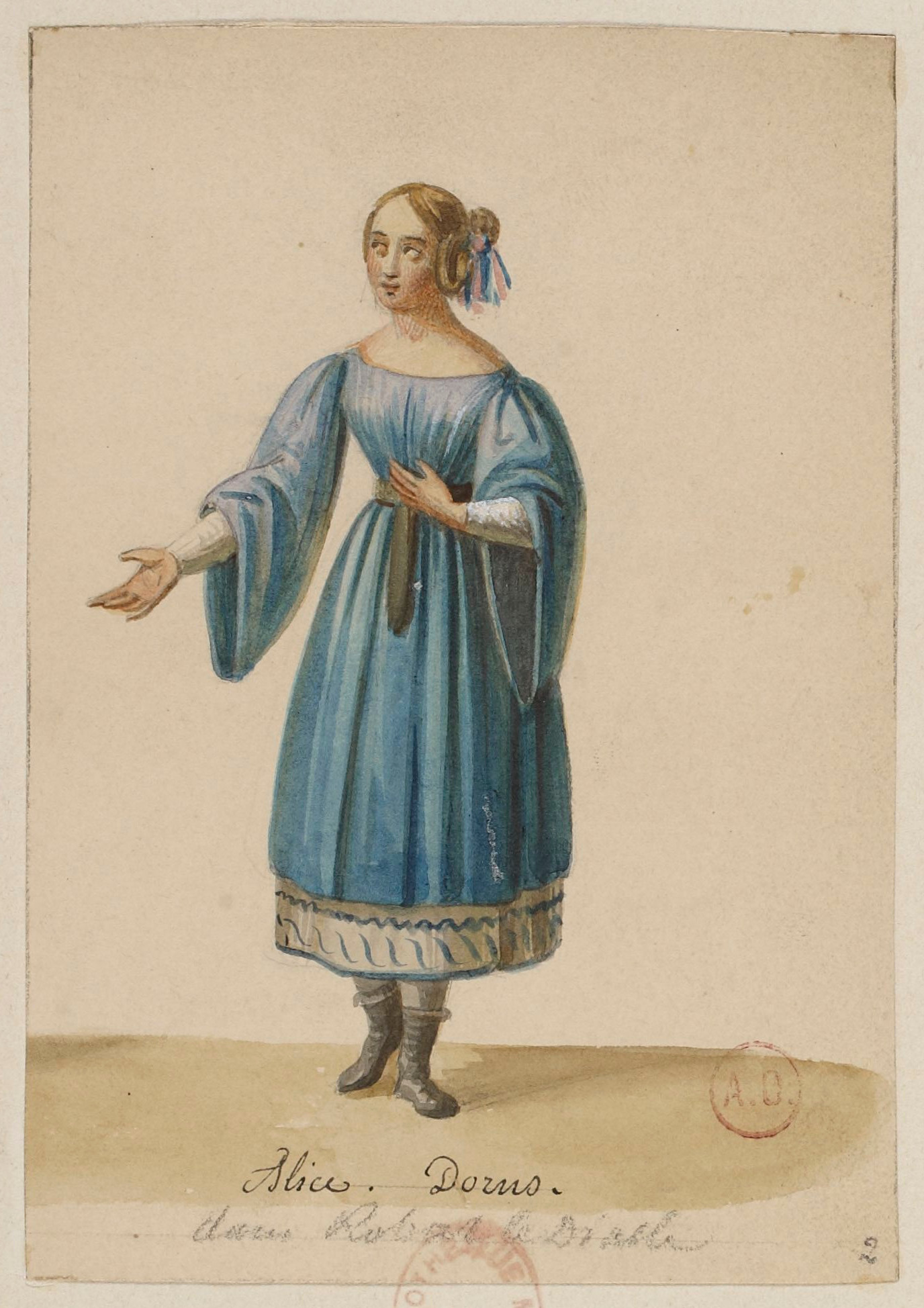
『悪魔のロベール』のアリス役
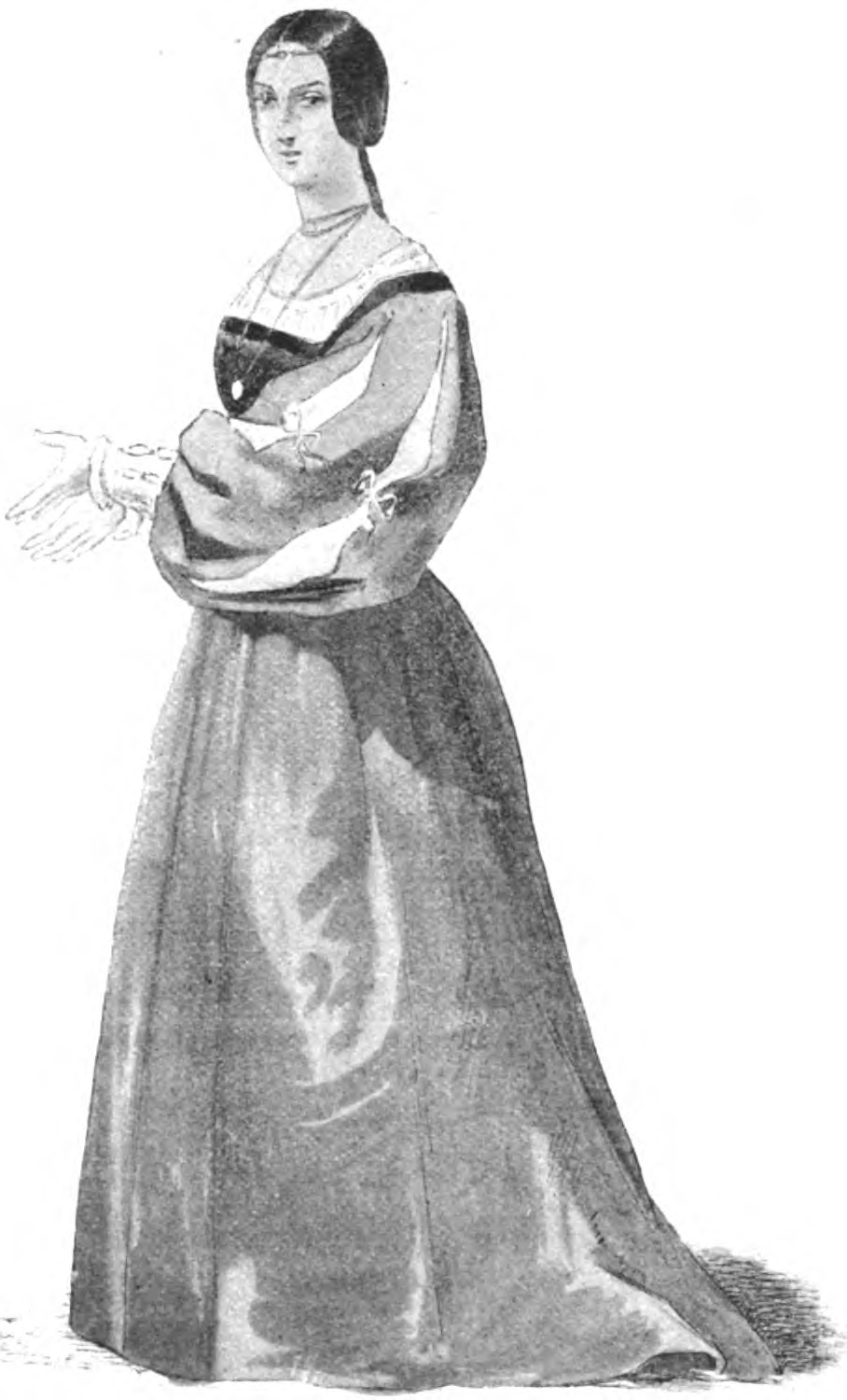
『ベンヴェヌート・チェッリーニ』のテレーザ役

## その他の出演作品
フロマンタル・アレヴィ作曲
- 『誘惑（英語版）』（ La tentation　、1832年）　バレエ・オペラ
- 『シャルル六世（英語版） 』 （Charles VI、1843年）
- 『ラッザローネ（英語版）』 ( Le lazzarone、 1844年)